# Xã Falls, Quận Muskingum, Ohio
Xã Falls (tiếng Anh: Falls Township) là một xã thuộc quận Muskingum, tiểu bang Ohio, Hoa Kỳ. Năm 2010, dân số của xã này là 8.131 người.